# Islas Mecherchar
Las  Islas Mecherchar (del inglés: Mecherchar Islands) son un grupo de islas del Pacífico occidental que pertenecen a la nación insular de Palaos. Pertenecen al archipiélago de las islas Chelbacheb (Islas Rock) y están a 23 kilómetros al suroeste de la isla de Koror. 
El grupo está formado por unas 70 islas muy boscosas, la más grande con diferencia, y la principal se llama Eil Malk, que alberga el lago de las Medusas.  Todas las islas están deshabitadas.